# Дурасовский сельсовет
Дурасовский сельсовет — сельское поселение в Чишминском районе Башкортостана.
Административный центр — село Дурасово.

## Население
| 2002  | 2009  | 2010  | 2012  | 2013  | 2014  | 2015  |
| ----- | ----- | ----- | ----- | ----- | ----- | ----- |
| 1293  | ↘1272 | ↘1208 | ↘1188 | ↗1193 | ↗1197 | ↘1155 |
| 2016  | 2017  | 2018  |       |       |       |       |
| ↘1136 | ↘1119 | ↘1117 |       |       |       |       |

## Состав сельского поселения
В состав сельского поселения входят 8 населённых пунктов:
| № | Населённый пункт | Тип населённого пункта       | Население |
| - | ---------------- | ---------------------------- | --------- |
| 1 | Альбеево         | деревня                      | ↘198      |
| 2 | Биккулово        | деревня                      | ↘120      |
| 3 | Булякбашево      | деревня                      | ↗161      |
| 4 | Дим              | деревня                      | ↘32       |
| 5 | Дурасово         | село, административный центр | ↘368      |
| 6 | Новые Ябалаклы   | деревня                      | ↗66       |
| 7 | Пенза            | деревня                      | →133      |
| 8 | Чукраклы         | село                         | ↘130      |